# Mapa turystyczna
Mapa turystyczna – mapa tematyczna z grupy map społeczno-gospodarczych, przeznaczona do użytkowania przez turystów. Składają się z dwóch warstw: topograficznej i turystyczno-krajoznawczej. Zawiera zarówno informacje ogólnogeograficzne, topograficzne, jak i przydatne przede wszystkim dla turystów: szlaki, obiekty noclegowe, atrakcje turystyczne itp. Dla celów turystycznych używa się map topograficznych i map przeglądowych. Mapy turystyczne istnieją zarówno na papierze, jak i w wersji elektronicznej.

## Elementy mapy turystycznej
Poza wybranymi elementami treści odpowiednio dobranej mapy topograficznej zawiera naniesione informacje przydatne turyście, w tym głównie:
- ukształtowanie terenu: góry, doliny, rzeki itp. najczęściej w formie poziomic[1];

- przebieg znakowanych szlaków turystycznych (pieszych, rowerowych, konnych, kajakowych itp.), a także szlaków spacerowych, ścieżek przyrodniczych, edukacyjnych itp[1];

- ważne punkty orientacyjne[1];

- usytuowanie obiektów turystycznych: (schronisk, campingów, hoteli, przystani wodnych i in.)[1];

- rozmieszczenie obiektów godnych zwiedzenia (obiektów cennych przyrodniczo, zabytków architektury, muzeów itp.);

- granice obszarów ograniczających w pewnym stopniu swobodę uprawiania turystyki (parków narodowych, rezerwatów przyrody, poligonów wojskowych itp.);

- sieć komunikacji publicznej kolejowej i drogowej z usytuowaniem stacji i przystanków.

## Historia

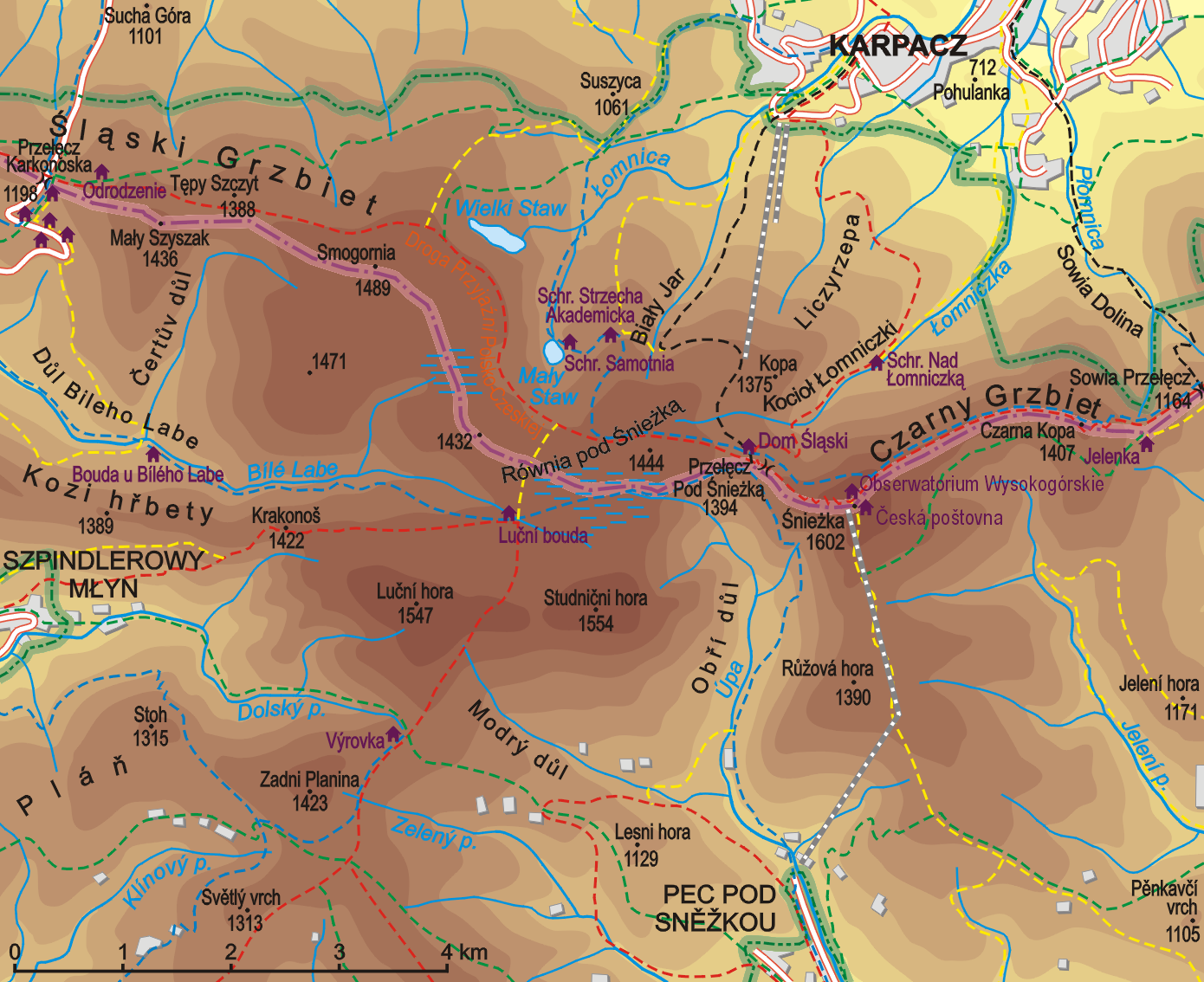
Mapa turystyczna gór – okolice Śnieżki

Rozwój turystyki w XIX w. i w pierwszej połowie XX w. spowodował zapotrzebowanie na mapy, które ułatwiłyby poruszanie się w terenie osobom niemającym na co dzień wiele wspólnego z kartografią i nawigacją. Mapy, które wyewoluowały z map topograficznych, powstałych dla celów wojskowych tworzono w XIX w. i okresie międzywojennym; pierwsze turystyczne mapy dla polskich Tatr pojawiły się na pocz. XX wieku, podobnie Karkonoszy; w okresie międzywojennym osiągnęły wysoką jakość.
W okresie 1945–1989 mapy turystyczne poddawane były ścisłej cenzurze, zarówno wojskowej, jak i cywilnej; ingerowano głównie w treść topograficzną, choć występowały również zaburzenia powierzchni, brak siatki kartograficznej, niedokładna skala (lub brak informacji o niej). Skala mapy turystycznej musiała się różnić od wojskowych map topograficznych, stąd stosowano najczęściej podziałki 1:30 000, 1:60 000, 1:75 000, 1:90 000, 1:125 000, przykładowo mapa Karkonoszy ukazywała się w skali 1:30 000 i 1:75 000. Większość map miała zdeformowaną powierzchnię terenu: po wykonaniu pierwowzoru mapy, była ona celowo odkształcana, najczęściej rozcinana na wiele nieregularnych fragmentów i składana z powrotem, czasem nawet skręcana. Szczególnie zniekształcano obszary o znaczeniu strategicznym: tereny wojskowe, kolejowe i przemysłowe. Liberalizacja tych zasad nastąpiła dopiero w latach osiemdziesiątych XX w., kiedy na mapach pojawiać się zaczęła siatka kartograficzna, numeracja domów, obiekty topograficzne. Nie istniał drugi obieg map, natomiast korzystano z przedwojennych map topograficznych, zwłaszcza po pojawieniu się kserokopiarek.

## Mapy współczesne
Aktualnie (2 dekada XXI w.) przeważają mapy w skali 1:50 000, chociaż spotyka się również podziałki 1:60 000 lub 1:70 000. Dla rejonów o bardziej urozmaiconym ukształtowaniu terenu wydawane są mapy w podziałkach 1:25 000 lub 1:30 000. Część map wydawana jest w formie map dwustronnych, z treścią kartograficzną podzieloną między dwie strony arkusza. W mapach jednostronnych na drugiej stronie arkusza pojawia się zwykle informator turystyczny, profilogramy tras, plany głównych miejscowości itp.
Arkusze map turystycznych wprowadzane są do obrotu w postaci złożonej do wymiaru, umożliwiającego schowanie mapy do kieszeni kurtki lub plecaka. Optymalny sposób składania umożliwia czytanie dowolnego fragmentu mapy bez konieczności rozkładania całego arkusza (składanie w „harmonijkę”). Obecnie coraz większa część wydawców wydaje mapy turystyczne w postaci foliowanej, co zabezpiecza je przed wpływami atmosferycznymi, jak i przerwaniem.